# 马兰岛

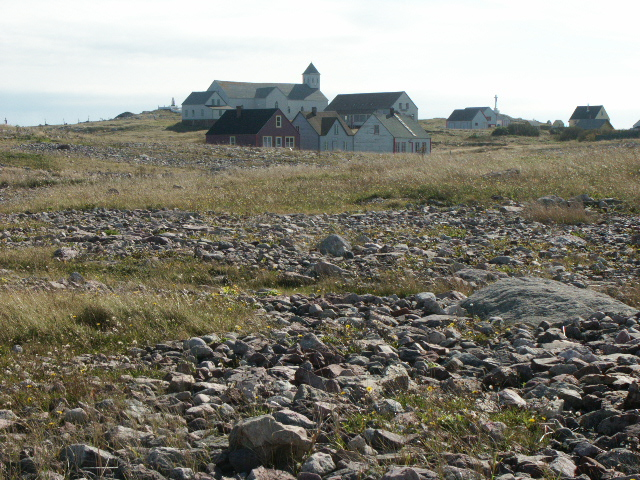
马兰岛上废弃聚居地

马兰岛（法語：Île aux Marins，發音：[il o maʁɛ̃]，意为“水手岛”；1931年之前名为希安岛 (Île-aux-Chiens，[il o ʃjɛ̃]，意为“狗岛”）是法国海外集体圣皮埃尔和密克隆的一座小岛，行政上属于圣皮埃尔市镇。该岛长1700米，宽100-700米，最高点博德里角 (cap Baudry) 高35米。如今，马兰岛只有少数居民，岛上仍保留有一些木屋。

## 历史
1892年，希安岛成为独立市镇。1931年，希安岛依市政法令更名为“马兰岛”。1936年1月3日，圣皮埃尔和密克隆的个市镇依法令被撤销。1945年11月13日，圣皮埃尔市镇和密克隆-朗格拉德市镇依45-2811号法令重建，仅马兰岛市镇未重建，而是归属圣皮埃尔市镇。